# Agriognatha simoni
Agriognatha simoni är en spindelart som beskrevs av Bryant 1940. Agriognatha simoni ingår i släktet Agriognatha och familjen käkspindlar.
Artens utbredningsområde är Kuba. Inga underarter finns listade i Catalogue of Life.